# James Matola
James Matola (Salisbury, 31 maggio 1977) è un ex calciatore zimbabwese, di ruolo difensore.

## Caratteristiche tecniche
Era un difensore centrale.

## Carriera

### Club
Nel 2002, dopo aver militato al Circle United, si è trasferito al Dynamos Harare. Nel 2006 ha giocato al Buymore, per poi trasferirsi in Sudafrica, al SuperSport United. Nel 2007 è stato acquistato dal Free State Stars. Nel 2009 è passato al Carara Kicks. Nel 2010 si è trasferito al Batau. Nel 2011 è stato acquistato dal Buffalo East London.

### Nazionale
Ha debuttato in Nazionale nel 2001. Ha partecipato, con la Nazionale, alla Coppa d'Africa 2006. Ha collezionato in totale, con la maglia della Nazionale, 38 presenze.